# Comuna Rozivka, Iakîmivka
Rozivka (în ucraineană Розівка) este o comună în raionul Iakîmivka, regiunea Zaporijjea, Ucraina, formată din satele Cervone, Drujba, Rozivka (reședința) și Zirka.

## Demografie
Componența lingvistică a comunei Rozivka
     Rusă (59,62%)
     Ucraineană (38,31%)
     Alte limbi (0,46%)
Conform recensământului din 2001, majoritatea populației comunei Rozivka era vorbitoare de rusă (59,62%), existând în minoritate și vorbitori de ucraineană (38,31%).